# Tagsdorf
Tagsdorf település Franciaországban, Haut-Rhin megyében. Lakosainak száma 314 fő (2022. január 1.). Tagsdorf Obermorschwiller, Emlingen, Wittersdorf, Hausgauen, Schwoben és Heiwiller községekkel határos.

## Népesség
A település népessége az elmúlt években az alábbi módon változott:
| Lakosok száma | 305  | 300  | 294  | 294  | 296  | 293  | 304  | 314  |
|               | 2013 | 2015 | 2017 | 2018 | 2019 | 2020 | 2021 | 2022 |